# التدراف، لویر باواریا
التدراف، لویر باواریا (به آلمانی: Altdorf, Lower Bavaria) یک شهر در آلمان است که در بایرن واقع شده‌است.

## خصوصیات
التدراف ۲۳٫۰۵ کیلومترمربع مساحت دارد ۳۹۶ متر بالاتر از سطح دریا واقع شده‌است.